# Estadio Mariano Matamoros
Das Estadio Mariano Matamoros ist ein Fußballstadion in der Kleinstadt Xochitepec im mexikanischen Bundesstaat Morelos. 

## Geschichte
Das Stadion wurde 1981 eröffnet und ist Teil eines großen Sportkomplexes, der weitere Fußball- und Basketballplätze sowie ein Schwimmbad und Parkplätze für 7.000 Personen beinhaltet. Die Sportanlage befindet sich direkt an der Autobahn, die Cuernavaca mit Acapulco verbindet. 
In der Clausura 2003 diente das Estadio Mariano Matamoros als Spielort der mexikanischen Primera División, als die neu gegründete Mannschaft des CF Cuernavaca Colibries dort ihre insgesamt neun Heimspiele in der höchsten mexikanischen Fußballliga austrug. 
Derzeit wird das nach Mariano Matamoros, einem Helden des Mexikanischen Unabhängigkeitskrieges, benannte Stadion von der ersten und zweiten Mannschaft des CF Ballenas Galeana genutzt. 